# Adidas Icon
Adidas ICON foi a bola oficial da Copa do Mundo de Futebol Feminino de 1999, realizada nos Estados Unidos.
Foi a primeira bola produzida especialmente para o evento.
Foi fabricada usando-se a mesma tecnologia empregada na Adidas Tricolore, usada na Copa do Mundo de 1998. Porém, possui um design mais colorido, que representam as oito cidades-sede do torneio.